# Гютерсло
Гю́терсло (нем. Gütersloh) — город в Германии, районный центр, расположен в земле Северный Рейн-Вестфалия.
Подчинён административному округу Детмольд. Входит в состав района Гютерсло. Население составляет 96 404 человека (на 31 декабря 2010 года). Занимает площадь 111,99 км². Официальный код — 05 7 54 008.
Город подразделяется на 12 городских районов.
В городе расположены штаб-квартиры и производства известных компаний, в том числе Bertelsmann и Miele & Cie. KG.

## Известные уроженцы
- Вайдель, Алис (род. 1979) — немецкий политик, лидер партии АдГ.
- Таппе, Хорст (1938—2005) — немецкий фотограф.
- Хенце, Ханс Вернер (1926—2012) — немецкий композитор

## Фотографии

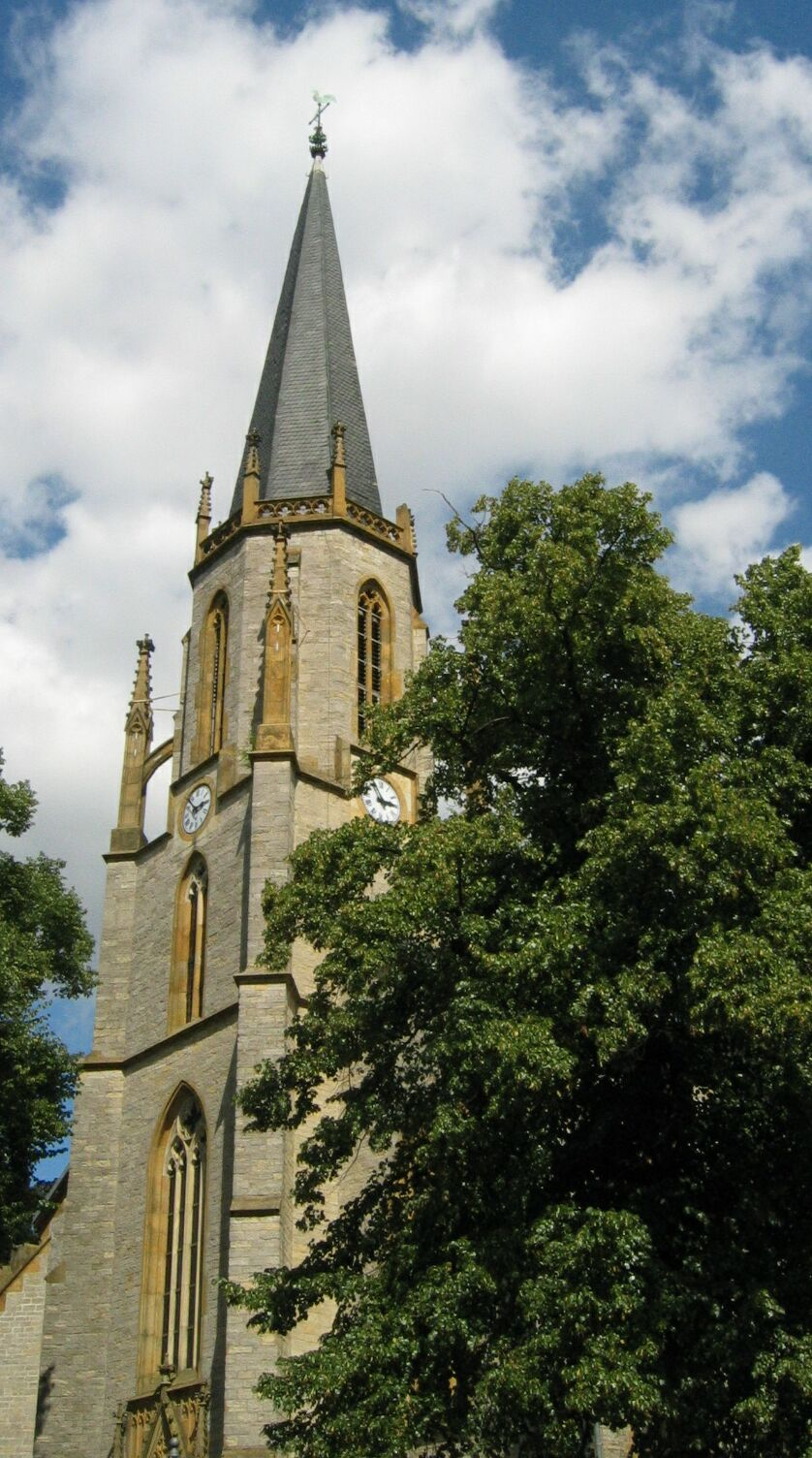
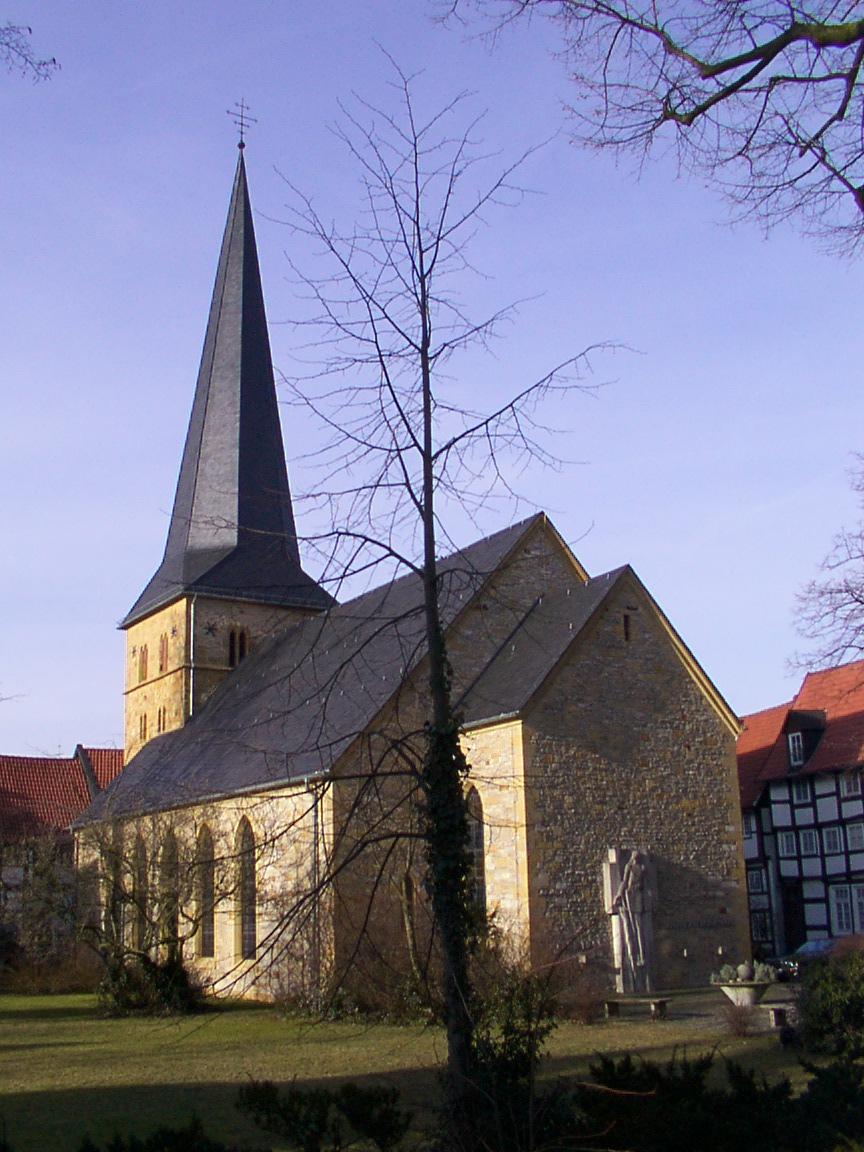
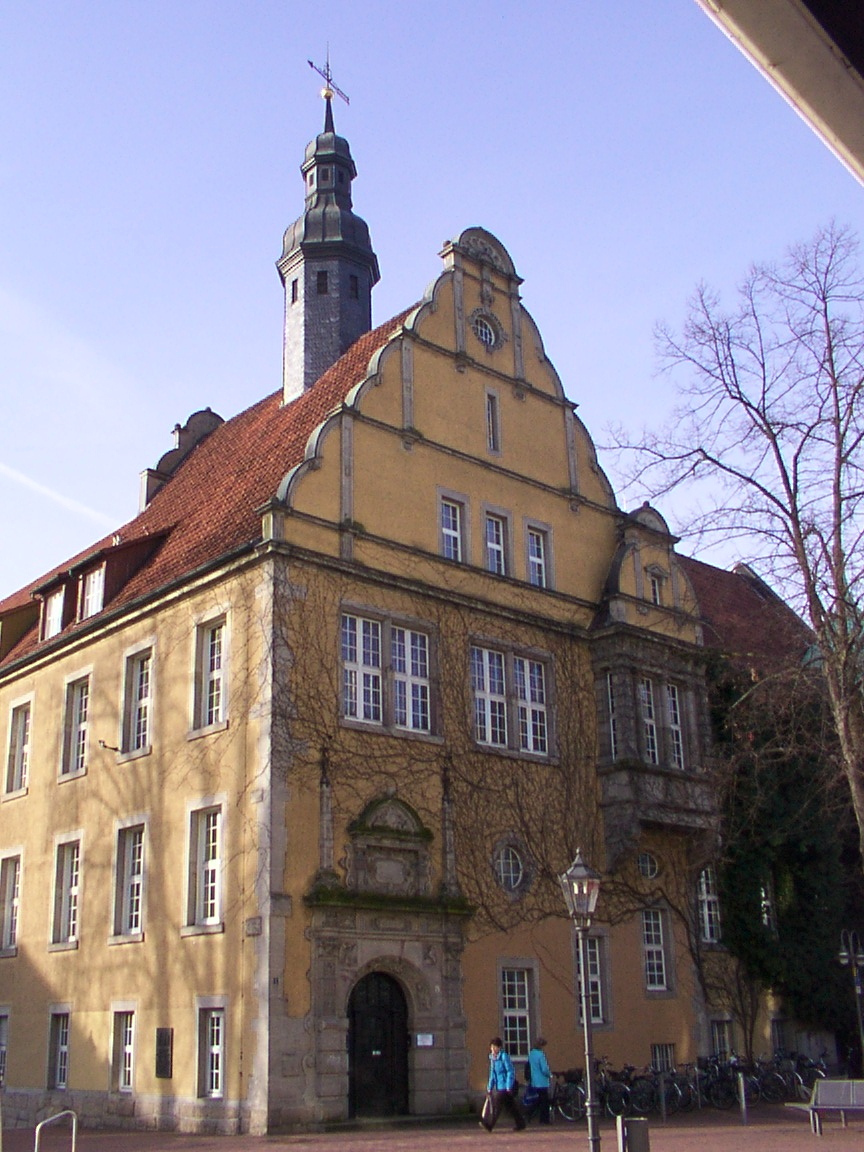
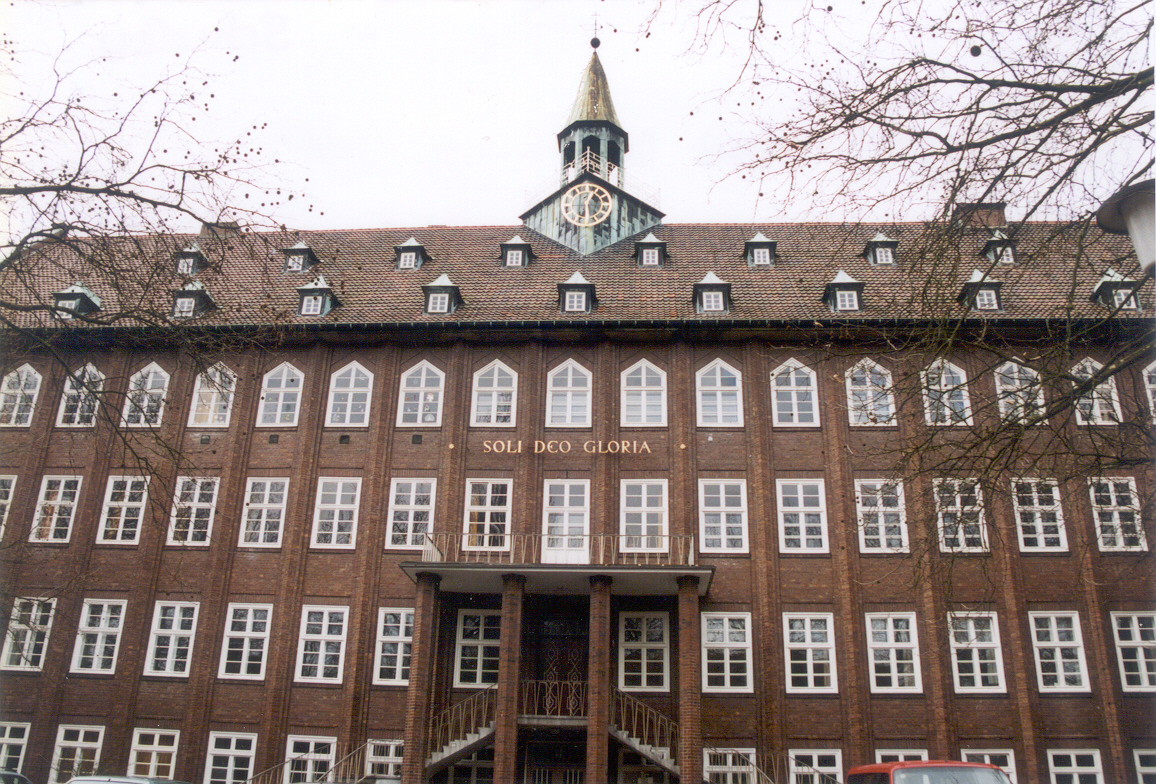